# Tour de Romandie
Pour les articles homonymes, voir Romandie (homonymie).
Le Tour de Romandie est une course cycliste à étapes qui fut fondée en 1947 sur l'initiative du journaliste Max Girardet afin de célébrer le 50e anniversaire de l'Union cycliste suisse.
Cette course est une étape importante de la saison cycliste. Elle est considérée comme une préparation idéale pour le Tour d'Italie qui se déroule peu après.

## Histoire de la course
Le Tour de Romandie est fondé en 1947 sur l'initiative du journaliste Max Girardet afin de célébrer le 50e anniversaire de l'Union cycliste suisse. La première édition du Tour, en 1947, a réuni 40 coureurs répartis dans dix équipes. 4 étapes figuraient au programme, la distance totale parcourue fut de 755 kilomètres. Deux fédérations cyclistes suisses coexistent alors : l'Union cycliste suisse (UCS), fédération romande fondée en 1897, et la Schweizerischer Radfahrer Bund (SRB), fondée en 1883. Cette dernière organise depuis 1933 le Tour de Suisse, créé lui aussi à l'occasion du cinquantenaire de la fédération.  
En 1996, poussées par le comité olympique suisse, les deux fédérations fusionnent. L'UCS se fond dans la SRB et disparaît. La nouvelle Fédération cycliste suisse (FCS) ne récupère pas le Tour de Romandie. La propriété de celui-ci revient à une organisation ad hoc, la Fondation pour le cyclisme romand. L'organisation de la course est confiée à la société Daniel Perroud Organisation (DPO) de 1997 à 2001. À la fin des années 1990, des divisions apparaissent au sein de la fondation au sujet de cet organisateur, de sorte que l'Union cycliste internationale (UCI) intervient afin de « sauvegarder le Tour de Romandie [qu'elle considère] comme un patrimoine important du cyclisme », selon le président de l'UCI Hein Verbruggen. L'UCI crée la Fondation Arc-en-ciel, qui se place entre le propriétaire et l'organisateur et reçoit mandat pour gérer les droits d'organisation. En 2001, la concession de DPO prend fin. Plusieurs entreprises sont alors candidates pour organiser la course : DPO, RCS, société organisatrice du Tour d'Italie, et IMG Suisse, filiale suisse du groupe de management sportif IMG,. C'est cette dernière, qui vient alors de se voir concéder l'organisation du Tour de Suisse, qui est choisie pour le Tour de Romandie de 2002 à 2011. Marc Biver, directeur général d'IMG Suisse, prend la tête du Tour de Romandie,,,, assisté par Tony Rominger en tant que directeur de course. En 2004, Marc Biver quitte IMG. Il est remplacé à la direction d'IMG Suisse par Christian Pirzer, patron d'IMG Allemagne. Yves Mittaz devient directeur général du Tour de Romandie et Armin Meier directeur sportif.
Jugeant la course non rentable, IMG Suisse fait valoir la clause libératoire de son contrat pour se désengager du Tour de Romandie en 2006. Depuis 2007, une nouvelle société dirigée par l'ancien cycliste Richard Chassot organise le Tour de Romandie, abandonnant les étapes en boucle au profit d'étapes en ligne favorisant la découverte du pays romand,.
L'édition 2020 est annulée en raison de la pandémie de maladie à coronavirus.

## Palmarès

### Podiums
| Année | Vainqueur                                                      | Deuxième                                                       | Troisième                                                      |
| ----- | -------------------------------------------------------------- | -------------------------------------------------------------- | -------------------------------------------------------------- |
| 1947  | Désiré Keteleer                                                | Gino Bartali                                                   | Ferdi Kübler                                                   |
| 1948  | Ferdi Kübler                                                   | Jean Goldschmit                                                | Mathias Clemens                                                |
| 1949  | Gino Bartali                                                   | Ferdi Kübler                                                   | Settimio Simonini                                              |
| 1950  | Édouard Fachleitner                                            | Hugo Koblet                                                    | Kléber Piot                                                    |
| 1951  | Ferdi Kübler                                                   | Hugo Koblet                                                    | Fritz Schär                                                    |
| 1952  | Wout Wagtmans                                                  | Hugo Koblet                                                    | Raymond Impanis                                                |
| 1953  | Hugo Koblet                                                    | Pasquale Fornara                                               | Louison Bobet                                                  |
| 1954  | Jean Forestier                                                 | Pasquale Fornara                                               | Carlo Clerici                                                  |
| 1955  | René Strehler                                                  | Hugo Koblet                                                    | Max Schellenberg                                               |
| 1956  | Pasquale Fornara                                               | Carlo Clerici                                                  | René Strehler                                                  |
| 1957  | Jean Forestier                                                 | Guido Carlesi                                                  | Hugo Koblet                                                    |
| 1958  | Gilbert Bauvin                                                 | Pino Cerami                                                    | Giovanni Pettinati                                             |
| 1959  | Kurt Gimmi                                                     | Rolf Graf                                                      | Alfred Rüegg                                                   |
| 1960  | Louis Rostollan                                                | Édouard Delberghe                                              | Jos Hoevenaars                                                 |
| 1961  | Louis Rostollan                                                | Giuseppe Fezzardi                                              | Imerio Massignan                                               |
| 1962  | Guido De Rosso                                                 | Franco Cribiori                                                | Joseph Novales                                                 |
| 1963  | Willy Bocklant                                                 | Federico Bahamontes                                            | Guido De Rosso                                                 |
| 1964  | Rolf Maurer                                                    | Huub Zilverberg                                                | Gastone Nencini                                                |
| 1965  | Vittorio Adorni                                                | Rolf Maurer                                                    | Robert Hagmann                                                 |
| 1966  | Gianni Motta                                                   | Raymond Delisle                                                | Rolf Maurer                                                    |
| 1967  | Vittorio Adorni                                                | Louis Pfenninger                                               | Armand Desmet                                                  |
| 1968  | Eddy Merckx                                                    | Raymond Delisle                                                | Robert Hagmann                                                 |
| 1969  | Felice Gimondi                                                 | Vittorio Adorni                                                | Antoon Houbrechts                                              |
| 1970  | Gösta Pettersson                                               | Davide Boifava                                                 | Joop Zoetemelk                                                 |
| 1971  | Gianni Motta                                                   | Antonio Salutini                                               | Willy Van Neste                                                |
| 1972  | Bernard Thévenet                                               | Lucien Van Impe                                                | Raymond Delisle                                                |
| 1973  | Wilfried David                                                 | Lucien Van Impe                                                | Michel Pollentier                                              |
| 1974  | Joop Zoetemelk                                                 | Wladimiro Panizza                                              | Fedor den Hertog                                               |
| 1975  | Francisco Galdós                                               | Josef Fuchs                                                    | Knut Knudsen                                                   |
| 1976  | Johan De Muynck                                                | Roger De Vlaeminck                                             | Eddy Merckx                                                    |
| 1977  | Gianbattista Baronchelli                                       | Joop Zoetemelk                                                 | Knut Knudsen                                                   |
| 1978  | Johan van der Velde                                            | Hennie Kuiper                                                  | Johan De Muynck                                                |
| 1979  | Giuseppe Saronni                                               | Gianbattista Baronchelli                                       | Henk Lubberding                                                |
| 1980  | Bernard Hinault                                                | Silvano Contini                                                | Giuseppe Saronni                                               |
| 1981  | Tommy Prim                                                     | Giuseppe Saronni                                               | Peter Winnen                                                   |
| 1982  | Jostein Wilmann                                                | Tommy Prim                                                     | Silvano Contini                                                |
| 1983  | Stephen Roche                                                  | Phil Anderson                                                  | Tommy Prim                                                     |
| 1984  | Stephen Roche                                                  | Jean-Marie Grezet                                              | Niki Rüttimann                                                 |
| 1985  | Jörg Müller                                                    | Acácio da Silva                                                | Tommy Prim                                                     |
| 1986  | Claude Criquielion                                             | Jean-François Bernard                                          | Bruno Cornillet                                                |
| 1987  | Stephen Roche                                                  | Jean-Claude Leclercq                                           | Ronan Pensec                                                   |
| 1988  | Gerard Veldscholten                                            | Tony Rominger                                                  | Urs Zimmermann                                                 |
| 1989  | Phil Anderson                                                  | Gilles Delion                                                  | Robert Millar                                                  |
| 1990  | Charly Mottet                                                  | Robert Millar                                                  | Luc Roosen                                                     |
| 1991  | Tony Rominger                                                  | Robert Millar                                                  | Michael Carter                                                 |
| 1992  | Andrew Hampsten                                                | Miguel Indurain                                                | Charly Mottet                                                  |
| 1993  | Pascal Richard                                                 | Claudio Chiappucci                                             | Andrew Hampsten                                                |
| 1994  | Pascal Richard                                                 | Armand de Las Cuevas                                           | Andrew Hampsten                                                |
| 1995  | Tony Rominger                                                  | Piotr Ugrumov                                                  | Francesco Casagrande                                           |
| 1996  | Abraham Olano                                                  | Alexander Gontchenkov                                          | Giuseppe Guerini                                               |
| 1997  | Pavel Tonkov                                                   | Chris Boardman                                                 | Beat Zberg                                                     |
| 1998  | Laurent Dufaux                                                 | Alex Zülle                                                     | Francesco Casagrande                                           |
| 1999  | Laurent Jalabert                                               | Beat Zberg                                                     | Wladimir Belli                                                 |
| 2000  | Paolo Savoldelli                                               | Joseba Beloki                                                  | Laurent Dufaux                                                 |
| 2001  | Dario Frigo                                                    | Félix García Casas                                             | Wladimir Belli                                                 |
| 2002  | Dario Frigo                                                    | Alex Zülle                                                     | Cadel Evans                                                    |
| 2003  | Tyler Hamilton                                                 | Laurent Dufaux                                                 | Francisco Pérez                                                |
| 2004  | Tyler Hamilton                                                 | Fabian Jeker                                                   | Leonardo Piepoli                                               |
| 2005  | Santiago Botero                                                | Damiano Cunego                                                 | Denis Menchov                                                  |
| 2006  | Cadel Evans                                                    | Alberto Contador                                               | Alejandro Valverde                                             |
| 2007  | Thomas Dekker                                                  | Paolo Savoldelli                                               | Andrey Kashechkin                                              |
| 2008  | Andreas Klöden                                                 | Roman Kreuziger                                                | Marco Pinotti                                                  |
| 2009  | Roman Kreuziger                                                | Vladimir Karpets                                               | Rein Taaramäe                                                  |
| 2010  | Simon Špilak,                                                  | Denis Menchov                                                  | Michael Rogers                                                 |
| 2011  | Cadel Evans                                                    | Tony Martin                                                    | Alexandre Vinokourov                                           |
| 2012  | Bradley Wiggins                                                | Andrew Talansky                                                | Rui Costa                                                      |
| 2013  | Christopher Froome                                             | Simon Špilak                                                   | Rui Costa                                                      |
| 2014  | Christopher Froome                                             | Simon Špilak                                                   | Rui Costa                                                      |
| 2015  | Ilnur Zakarin                                                  | Simon Špilak                                                   | Christopher Froome                                             |
| 2016  | Nairo Quintana                                                 | Thibaut Pinot                                                  | Ion Izagirre                                                   |
| 2017  | Richie Porte                                                   | Simon Yates                                                    | Primož Roglič                                                  |
| 2018  | Primož Roglič                                                  | Egan Bernal                                                    | Richie Porte                                                   |
| 2019  | Primož Roglič                                                  | Rui Costa                                                      | Geraint Thomas                                                 |
| 2020  | Épreuve annulée en raison de la pandémie de Covid-19 en Suisse | Épreuve annulée en raison de la pandémie de Covid-19 en Suisse | Épreuve annulée en raison de la pandémie de Covid-19 en Suisse |
| 2021  | Geraint Thomas                                                 | Richie Porte                                                   | Fausto Masnada                                                 |
| 2022  | Aleksandr Vlasov                                               | Gino Mäder                                                     | Simon Geschke                                                  |
| 2023  | Adam Yates                                                     | Matteo Jorgenson                                               | Damiano Caruso                                                 |
| 2024  | Carlos Rodríguez                                               | Aleksandr Vlasov                                               | Florian Lipowitz                                               |
| 2025  | João Almeida                                                   | Lenny Martinez                                                 | Jay Vine                                                       |

### Classements annexes
| Année | Classement par points  | Grand Prix de la montagne | Combiné                | Classement par équipes |
| 1960  |                        | Jos Hoevenaars            |                        |                        |
| 1961  |                        |                           |                        |                        |
| 1962  |                        |                           |                        |                        |
| 1963  |                        | Jean Dotto                |                        |                        |
| 1964  |                        | Esteban Martín            |                        |                        |
| 1965  |                        | Raymond Delisle           |                        |                        |
| 1966  |                        | Franco Bitossi            |                        |                        |
| 1967  |                        | Robert Hagmann            |                        |                        |
| 1968  |                        |                           |                        |                        |
| 1969  |                        | Michele Dancelli          |                        |                        |
| 1970  | Davide Boifava         | Erwin Thalmann            |                        |                        |
| 1971  |                        | Lucien Van Impe           |                        |                        |
| 1972  | Lucien Van Impe        | Mariano Martínez          |                        |                        |
| 1973  | Mariano Martínez       | Wilfried David            |                        |                        |
| 1974  | Gustaaf Van Roosbroeck | Lucien Van Impe           |                        |                        |
| 1975  | Eddy Merckx            | Marcello Bergamo          |                        | Gan-Mercier            |
| 1976  | Roger De Vlaeminck     | Giancarlo Bellini         | Johan De Muynck        | Brooklyn               |
| 1977  | Sean Kelly             |                           |                        |                        |
| 1978  | Johan van der Velde    | Francis Campaner          | Johan van der Velde    | TI-Raleigh             |
| 1979  | Giuseppe Saronni       | Gianbattista Baronchelli  | Giuseppe Saronni       |                        |
| 1980  | Giuseppe Saronni       | Beat Breu                 |                        | TI-Raleigh             |
| 1981  | Giuseppe Saronni       | Alf Segersäll             |                        | Bianchi-Piaggio        |
| 1982  | Tommy Prim             | Beat Breu                 |                        | Bianchi-Piaggio        |
| 1983  | Phil Anderson          | Beat Breu                 |                        | Peugeot                |
| 1984  | Laurent Fignon         | Robert Millar             | Robert Millar          | Peugeot                |
| 1985  |                        |                           |                        |                        |
| 1986  | Bruno Cornillet        | Claude Criquielion        | Claude Criquielion     |                        |
| 1987  | Stephen Roche          | Beat Breu                 |                        | Z-Peugeot              |
| 1988  | Andreas Kappes         | Beat Breu                 | Urs Zimmermann         | Weinmann-La Suisse     |
| 1989  | Phil Anderson          | Denis Roux                | Phil Anderson          | Helvetia-La Suisse     |
| 1990  | Jesper Skibby          | Robert Millar             | Charly Mottet          | Z                      |
| 1991  | Tony Rominger          | Stephen Hodge             | Tony Rominger          | Toshiba                |
| 1992  | Maximilian Sciandri    | Massimiliano Lelli        | Andrew Hampsten        |                        |
| Année | Classement par points  | Grand Prix de la montagne | Classement des sprints | Classement par équipes |
| 1993  | Rolf Sørensen          | Claudio Chiappucci        | Pascal Richard         |                        |
| 1994  | Pascal Richard         | Claudio Chiappucci        | Beat Zberg             |                        |
| 1995  |                        |                           |                        |                        |
| 1996  | Fabrizio Guidi         | Alexander Gontchenkov     |                        |                        |
| 1997  | Mario Cipollini        | Laurent Madouas           |                        |                        |
| Année | Classement par points  | Grand Prix de la montagne | Meilleur jeune         | Classement par équipes |
| 1998  | Laurent Dufaux         | Roland Meier              | Paolo Savoldelli       | Polti                  |
| Année | Classement par points  | Grand Prix de la montagne | Classement des sprints | Classement par équipes |
| 1999  | Laurent Jalabert       | José Jaime González       | Mariano Piccoli        | Lampre-Daikin          |
| 2000  | Mario Cipollini        | Felix Cardenas            | Dimitri Konyshev       | Mapei-Quick Step       |
| 2001  | Mariano Piccoli        | Laurent Desbiens          |                        | Fassa Bortolo          |
| 2002  | Alex Zülle             | Steve Zampieri            | Martin Elmiger         | Cofidis                |
| 2003  | Fabian Cancellara      | Francisco Pérez           | Simone Bertoletti      | Milaneza-MSS           |
| 2004  | Tyler Hamilton         | Sven Montgomery           | Bradley McGee          | Phonak                 |
| 2005  | Stefano Garzelli       | Rubén Lobato              | Erik Dekker            | Phonak                 |
| 2006  | Alejandro Valverde     | Ivan Parra                | David Loosli           | Liberty Seguros        |
| 2007  | Thomas Dekker          | Laurent Brochard          | Patrick Calcagni       |                        |
| 2008  | Daniele Bennati        | Francesco De Bonis        | Morris Possoni         |                        |
| Année | Classement des sprints | Grand Prix de la montagne | Meilleur jeune         | Classement par équipes |
| 2009  | Grégory Rast           | Laurens ten Dam           | Roman Kreuziger        | Caisse d'Épargne       |
| 2010  | Chad Beyer             | Thibaut Pinot             | Simon Špilak           | RadioShack             |
| 2011  | Matthias Brändle       | Chris Anker Sørensen      | Andrew Talansky        | Garmin-Cervélo         |
| 2012  | Petr Ignatenko         | Petr Ignatenko            | Andrew Talansky        | Sky                    |
| 2013  | Matthias Brändle       | Marcus Burghardt          | Wilco Kelderman        | Sky                    |
| 2014  | Martin Kohler          | Johann Tschopp            | Jesús Herrada          | Movistar               |
| 2015  | Maxim Belkov           | Maxim Belkov              | Thibaut Pinot          | Katusha                |
| Année | Classement par points  | Grand Prix de la montagne | Meilleur jeune         | Classement par équipes |
| 2016  | Michael Albasini       | Sander Armée              | Pierre Latour          | Movistar               |
| 2017  | Stefan Küng            | Sander Armée              | Pierre Latour          | Movistar               |
| 2018  | Thomas De Gendt        | Thomas De Gendt           | Egan Bernal            | UAE Emirates           |
| 2019  | Primož Roglič          | Simon Pellaud             | David Gaudu            | EF Education First     |
| 2020  | Pas de course          | Pas de course             | Pas de course          | Pas de course          |
| 2021  | Sonny Colbrelli        | Kobe Goossens             | Thymen Arensman        | Ineos Grenadiers       |
| 2022  | Ethan Hayter           | Toms Skujins              | Juan Ayuso             | Jumbo-Visma            |
| 2023  | Ethan Hayter           | Julien Bernard            | Matteo Jorgenson       | UAE Emirates           |
| 2024  | Dorian Godon           | Juri Hollmann             | Carlos Rodríguez       | UAE Emirates           |
| 2025  | Jay Vine               | Ben Zwiehoff              | Lenny Martinez         | UAE Emirates XRG       |

## Statistiques et records
| # | Coureurs           | Victoires | Deuxième | Troisième | Total |
| - | ------------------ | --------- | -------- | --------- | ----- |
| 1 | Stephen Roche      | 3         | 0        | 0         | 3     |
| 2 | Ferdi Kübler       | 2         | 1        | 1         | 4     |
| 3 | Vittorio Adorni    | 2         | 1        | 0         | 3     |
| 3 | Tony Rominger      | 2         | 1        | 0         | 3     |
| 5 | Cadel Evans        | 2         | 0        | 1         | 3     |
| 5 | Christopher Froome | 2         | 0        | 1         | 3     |
| 5 | Primož Roglič      | 2         | 0        | 1         | 3     |
| 8 | Jean Forestier     | 2         | 0        | 0         | 2     |
| 8 | Louis Rostollan    | 2         | 0        | 0         | 2     |
| 8 | Gianni Motta       | 2         | 0        | 0         | 2     |
| 8 | Pascal Richard     | 2         | 0        | 0         | 2     |
| 8 | Dario Frigo        | 2         | 0        | 0         | 2     |
| 8 | Tyler Hamilton     | 2         | 0        | 0         | 2     |

| #  | Pays            | Victoires | Deuxième | Troisième | Total |
| -- | --------------- | --------- | -------- | --------- | ----- |
| 1  | Italie          | 13        | 17       | 15        | 45    |
| 2  | Suisse          | 12        | 18       | 14        | 44    |
| 3  | France          | 10        | 9        | 7         | 26    |
| 4  | Belgique        | 6         | 4        | 9         | 19    |
| 5  | Grande-Bretagne | 5         | 4        | 3         | 12    |
| 6  | Pays-Bas        | 5         | 3        | 4         | 12    |
| 7  | Australie       | 4         | 2        | 4         | 10    |
| 8  | Espagne         | 3         | 5        | 3         | 11    |
| 9  | Slovénie        | 3         | 3        | 1         | 7     |
| 10 | Russie          | 3         | 3        | 1         | 7     |
| 11 | États-Unis      | 3         | 2        | 3         | 8     |
| 12 | Irlande         | 3         | 0        | 0         | 3     |
| 13 | Suède           | 2         | 1        | 2         | 5     |
| 14 | Colombie        | 2         | 1        | 0         | 3     |
| 15 | Portugal        | 1         | 2        | 3         | 6     |
| 16 | Allemagne       | 1         | 1        | 2         | 4     |
| 17 | Tchéquie        | 1         | 1        | 0         | 2     |
| 18 | Norvège         | 1         | 0        | 2         | 3     |

### Victoires d'étapes
| #  | Coureurs            | Victoires |
| -- | ------------------- | --------- |
| 1  | Mario Cipollini     | 12        |
| 2  | Hugo Koblet         | 8         |
| 2  | Ferdi Kübler        | 8         |
| 4  | Michael Albasini    | 7         |
| 5  | Vittorio Adorni     | 6         |
| 5  | Knut Knudsen        | 6         |
| 5  | Gianni Motta        | 6         |
| 5  | Tony Rominger       | 6         |
| 5  | Johan van der Velde | 6         |
| 10 | Laurent Dufaux      | 5         |
| 10 | Urs Freuler         | 5         |
| 10 | Pascal Richard      | 5         |
| 10 | Giuseppe Saronni    | 5         |
| 10 | Paolo Savoldelli    | 5         |

## Grand Prix féminin
De 2001 à 2010, le Grand Prix de Suisse, une épreuve de contre-la-montre féminine, a eu lieu en ouverture du contre-la-montre du Tour de Romandie.